# El vals del obrero
El vals del obrero es el segundo álbum del grupo español Ska-P. Es, posiblemente, el disco más conocido del grupo madrileño, del que además han salido sus dos grandes éxitos, "El vals del obrero" y, sobre todo, "Cannabis", la canción con la que saltaron definitivamente a la fama. Los latiguillos de estas dos canciones hacen que mucha gente las conozca como "Resistencia", "Somos la revolución" y "Legalización" respectivamente, en lugar de por sus nombres originales.
En este disco continúan en su línea de denuncia ante las injusticias, especialmente las que observan en España, que queda retratada a modo de mofa en "Ñapa es" (Es-pa-ña leída al revés). Nuevos temas que aparecen por primera vez en sus líricas son la religión, tanto la católica como las sectas, la experimentación con animales, el imperialismo estadounidense, el anticapitalismo y la legalización de la marihuana.
La carátula describe a un cacique, símbolo del capitalismo, entre otras cosas, un puro en una mano y en la otra manejando a una marioneta, vestida de obrero. El bolsillo de su chaqueta está llena de billetes, y también lleva unos ostentosos anillos de oro y un alfiler de oro con un águila (símbolo fascista).
El "Gato López", símbolo de la banda, aparece retratado esta vez no sólo en la carátula (en su parte posterior), sino también en la primera canción del disco, en la que adopta comportamientos humanos.

## Lista de canciones
| N.º   | Título                    | Duración |  |
| 1.    | «El gato López»           | 02:42    |  |
| 2.    | «Ñapa es»                 | 02:33    |  |
| 3.    | «El vals del obrero»      | 04:39    |  |
| 4.    | «Revistas del corazón»    | 02:46    |  |
| 5.    | «Romero el madero»        | 03:23    |  |
| 6.    | «Sectas»                  | 04:09    |  |
| 7.    | «No te pares»             | 04:28    |  |
| 8.    | «Cannabis»                | 04:25    |  |
| 9.    | «Insecto urbano»          | 04:13    |  |
| 10.   | «Animales de laboratorio» | 04:47    |  |
| 11.   | «La sesera no va»         | 03:08    |  |
| 12.   | «Sexo y religión»         | 03:31    |  |
| 44:44 |                           |          |  |

- Datos: Q518636